# Baldassarre di Biagio

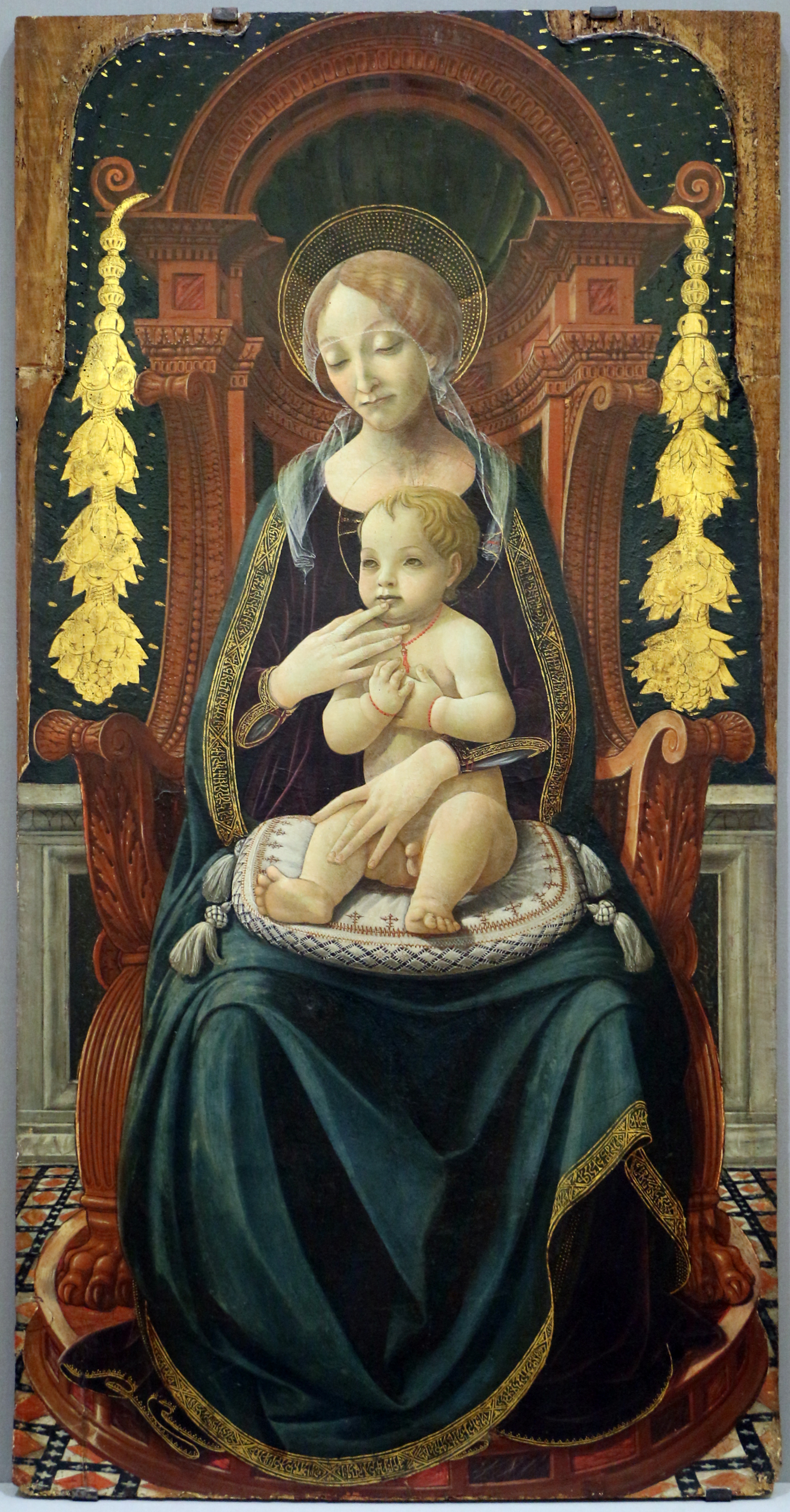
Madonna col Bambino in trono, dopo il 1480.

Baldassarre di Biagio noto anche come Baldassarre di Biagio del Firenze o Maestro del Trittico di Benabbio (Firenze, 1430-1434 – 1484) è stato un pittore italiano.

## Biografia
Non si sa molto della sua vita se non attraverso le sue opere. Era nato a Firenze e il suo stile lo colloca nella scuola fiorentina, ma fu attivo principalmente a Lucca. Dipinse principalmente soggetti sacri su commissione della chiesa locale. Morì nel 1484. Una delle sue opere, Madonna con Bambino, fa parte della collezione di Abbotsford House. Gli vengono anche assegnati affreschi rinvenuti nella chiesa di San Francesco a Lucca, raffiguranti Scene della vita di Maria e il trittico nella chiesa di Santa Maria Assunta a Benabbio. Lo stile sembra influenzato da Filippo Lippi.